# Chuyến bay 991 của Asiana Airlines
Vào ngày 28 tháng 7 năm 2011, Chuyến bay 991 của Asiana Airlines (OZ991/AAR991),, một chiếc máy bay chở hàng Boeing 747-400F trên chuyến bay từ Seoul, Hàn Quốc, đến Thượng Hải, Trung Quốc, đã rơi xuống biển ngoài khơi Đảo Jeju sau khi bị cháy boong chính. Cả hai phi công, hai người duy nhất trên máy bay, đều thiệt mạng. Vụ tai nạn đánh dấu tai nạn thứ hai của một chuyên cơ vận tải 747 do cháy hầm hàng trong vòng chưa đầy một năm, sau vụ tai nạn của Chuyến bay 6 của UPS Airlines tại Dubai vào tháng 9 năm 2010.

## Tai nạn
Chuyến bay 991 của Asiana Cargo, do hai phi công, Cơ trưởng Choi Sang-gi (52 tuổi) điều khiển, anh đã thực hiện 14.100 giờ bay bao gồm 6.800 giờ trên Boeing 747 và 5.600 với tư cách là Phi công chỉ huy và Cơ phó Lee Jeong-woong (43 tuổi), anh đã thực hiện 5.200 giờ bao gồm 492 trên Boeing 747, với kinh nghiệm tổng hợp hơn 19.000 giờ bay, cất cánh từ Sân bay quốc tế Incheon của Seoul lúc 03:04 ngày 28 tháng 7 theo giờ địa phương đến Sân bay quốc tế Phố Đông Thượng Hải.
Máy bay được chất đầy 58 tấn hàng hóa; hầu hết hàng hóa là hàng hóa tiêu chuẩn, chất bán dẫn, điện thoại di động, màn hình tinh thể lỏng và điốt phát quang. Phần còn lại bao gồm 400 kg (880 lb) pin Li-ion và các vật liệu nguy hiểm tiềm ẩn khác, chẳng hạn như sơn và chất lỏng cản quang.
Khi đang bay ở độ cao 34.000 ft (10.000 m) chưa đầy một giờ sau chuyến bay, lúc 03:54, phi hành đoàn đã liên lạc với kiểm soát không lưu (ATC) báo cáo có hỏa hoạn trên máy bay, yêu cầu hạ cánh ngay lập tức và chuyển hướng đến Sân bay Jeju, Hàn Quốc, để hạ cánh khẩn cấp.
Máy bay được quan sát trên radar lúc 04:01, giảm dần độ cao 8.000 ft (2.400 m) rồi lên xuống thất thường trong chín phút sau đó, đạt độ cao gần 15.000 ft (4.600 m). Trong lần liên lạc cuối cùng với ATC, phi hành đoàn đã báo cáo rằng máy bay bị rung lắc mạnh và mất quyền kiểm soát chuyến bay. Sau khi hạ độ cao xuống 4.000 ft (1.200 m), mất liên lạc vô tuyến lúc 04:11, khi máy bay cách Đảo Jeju 130 km (80 dặm) về phía tây.

## Máy bay
Chiếc máy bay liên quan đến vụ tai nạn là một chiếc Boeing 747-48EF bốn động cơ với số đăng ký HL7604 của Hàn Quốc, được sản xuất và giao cho Asiana vào năm 2006. Chiếc máy bay này, phiên bản chở hàng của loại máy bay chở khách phổ biến Boeing 747, đã bay hơn 26.300 giờ bay và lịch sử bảo trì của nó không tiết lộ bất cứ điều gì đáng kể liên quan đến chuyến bay gặp tai nạn.

## Tìm kiếm
Các hoạt động tìm kiếm và cứu nạn do Lực lượng bảo vệ bờ biển Hàn Quốc tiến hành đã phục hồi các bộ phận của máy bay trong vòng một ngày sau vụ tai nạn. Nỗ lực tìm kiếm có sự tham gia của tổng cộng 10 tàu từ Cảnh sát biển, Hải quân và Cục Hải dương học và Thủy văn Hàn Quốc, cũng như ba máy bay trực thăng. Chính phủ Hàn Quốc cũng yêu cầu sự hỗ trợ của Singapore và Hải quân Hoa Kỳ.
Vào ngày 17 tháng 8, đội tìm kiếm đã xác định được vị trí của 39 bộ phận của máy bay nằm dưới đáy biển ở độ sâu khoảng 80 m (250 ft). Trong số đó có phần đuôi, dự kiến chứa thiết bị ghi dữ liệu chuyến bay (FDR) và thiết bị ghi âm buồng lái (CVR), nhưng cả hai hộp đều bị gãy giá đỡ. Thi thể của hai phi công đã được tìm thấy vào ngày 29 tháng 10.
FDR cuối cùng đã được tìm thấy vào tháng 5, nhưng mô-đun bộ nhớ đã tách ra khỏi khung FDR, có khả năng do sóng biển lớn nên không thể sử dụng được gì hữu ích. CVR không bao giờ được tìm thấy.

## Điều tra
Ban điều tra tai nạn đường sắt và hàng không Hàn Quốc (ARAIB) đã tiến hành điều tra, nhưng do mất cả hai thiết bị ghi chuyến bay nên không thể xác định đầy đủ nguyên nhân vụ cháy cũng như chuỗi sự kiện chính xác dẫn đến va chạm với biển. . Từ sự phân bổ lửa và thiệt hại do nhiệt trên các mảnh vỡ được thu hồi, người ta phát hiện ra rằng đám cháy đã bắt đầu trong hoặc gần một trong các pallet ULD chứa hàng hóa nguy hiểm ở thân sau, nhưng không có đủ bằng chứng để xác định chính xác nguyên nhân gây ra vụ cháy.
Ngọn lửa không được khống chế nên nhanh chóng lan sang phần còn lại của thân máy bay. Thiệt hại do cháy và bồ hóng được tìm thấy trong các ống dẫn điều hòa không khí chạy dọc thân máy bay và trên các tấm trần gần khu vực buồng lái. Lỗ thông hơi thoát khói buồng lái hiển thị dấu vết bồ hóng, cho thấy khói đã vào buồng lái. Một số linh kiện điện tử là một phần của hàng hóa được tìm thấy gắn ở bề mặt trên của cánh, cùng với dấu vết của sơn và chất cản quang, cho thấy rằng tại một thời điểm nào đó, chất lỏng dễ cháy được vận chuyển trong một trong các pallet đã bốc cháy, gây ra vụ nổ thổi bay các phần của thân máy bay trong không trung.
Từ thời điểm ngọn lửa được phát hiện lần đầu tiên cho đến khi tác động cuối cùng với biển, ước tính chỉ mất khoảng 18 phút. Phi hành đoàn có thể đã không thể dập tắt đám cháy hoặc hạ cánh máy bay an toàn trong khung thời gian đó.

## Hậu quả
Theo Asiana, vụ tai nạn của Chuyến bay 991 đã gây thiệt hại cho hãng hàng không khoảng 190 triệu USD (200,4 tỷ won). Vào năm 2012, Tổ chức Hàng không Dân dụng Quốc tế đã cân nhắc việc áp dụng các tiêu chuẩn an toàn mới đối với việc vận chuyển Pin Li-ion bằng đường hàng không.

## Thảm khảo
1. ↑  Koh, Quintella (ngày 29 tháng 7 năm 2011). "Asiana 747-400F had fire in hold before crash". FlightGlobal.
2. ↑  Crash Into The Sea After An In-Flight Fire, Asiana Airlines, Boeing 747-400F, HL7604 (PDF) (Báo cáo). Aviation and Railway Accident Investigation Board. ngày 24 tháng 7 năm 2015. Truy cập ngày 11 tháng 5 năm 2019.
3. ↑  Sang-Hun, Choe (ngày 28 tháng 7 năm 2011). "2 Die as Asiana Cargo Plane Crashes Off South Korea". The New York Times.
4. ↑  "Two die as Boeing 747 cargo jet crashes off South Korea". BBC News. ngày 28 tháng 7 năm 2011.
5. ↑  Govindasamy, Siva (ngày 28 tháng 7 năm 2011). "Asiana Confirms B747-400F Missing in Sea Off South Korea". FlightGlobal. Bản gốc lưu trữ ngày 16 tháng 4 năm 2012.
6. ↑  Kim, Sam (ngày 28 tháng 7 năm 2011). "Official: Pilot on crashed South Korean cargo plane reported fire in final moments". Associated Press. Bản gốc lưu trữ ngày 25 tháng 1 năm 2014. Truy cập ngày 9 tháng 8 năm 2013.
7. ↑  "Search for Downed Cargo Plane's Black Box Continues". The Chosunilbo. ngày 5 tháng 8 năm 2011. Truy cập ngày 8 tháng 8 năm 2011.
8. ↑  "Search continues for crashed Asiana 747-400F". FlightGlobal. ngày 4 tháng 8 năm 2011. Lưu trữ bản gốc ngày 13 tháng 3 năm 2012. Truy cập ngày 8 tháng 8 năm 2011.
9. ↑  "Wreckage of Asiana 747-400F found three months after crash". FlightGlobal. ngày 30 tháng 10 năm 2011. Lưu trữ bản gốc ngày 1 tháng 11 năm 2011. Truy cập ngày 31 tháng 10 năm 2011.
10. ↑  "Body of Crashed Asiana Cargo Plane Located". The Korea Times. ngày 17 tháng 8 năm 2011. Truy cập ngày 11 tháng 5 năm 2019.
11. ↑  "IMPLICATIONS OF ACCIDENT INVESTIGATION OF ASIANA AIRLINES FREIGHTER" (PDF). ICAO. ngày 9 tháng 10 năm 2012. Lưu trữ (PDF) bản gốc ngày 22 tháng 10 năm 2015. Truy cập ngày 21 tháng 9 năm 2021.
12. ↑  Kaminski-Morrow, David (ngày 26 tháng 9 năm 2012). "Fire brought down Asiana 747F in just 18 min". FlightGlobal. Truy cập ngày 11 tháng 5 năm 2019.
13. ↑  Cha, Seonjin; Park, Kyunghee (ngày 28 tháng 7 năm 2011). "Asiana Boeing 747 Freighter Crashes in South Korean Waters". Bloomberg.